# Taraxacum aleurodes
Taraxacum aleurodes, vrsta maslačka raširenog po Norveškoj. Pripada sekciji Borealia.

## Sinonimi
- Taraxacum aleurophorum G.E.Haglund